# 諸口あきらの今日の激辛
諸口あきらの今日の激辛（もろぐちあきらのきょうのげきから）は、KBS京都ラジオで2006年9月まで放送されていたラジオ番組である。諸口あきらをパーソナリティとする帯番組だった。

## 番組概要
放送時間は月曜から木曜の午朝11時30分頃から11時35分。スポンサーはロードスター。
番組は諸口の一人喋りで、基本的に「諸口あきらのイブニングレーダー」や、「もろから談々!」で喋った内容の二番煎じ。
この番組を担当する前は朝の情報番組「諸口あきらのフレッシュモーニング」を担当していた。
| スタブアイコン | サブスタブ | この項目は、まだ閲覧者の調べものの参照としては役立たない、ラジオ番組に関連した書きかけの項目です。この項目を加筆・訂正などしてくださる協力者を求めています（P:ラジオ/PJ:放送番組）。 |